# Grand Bay National Wildlife Refuge
Das Grand Bay National Wildlife Refuge ist ein nach dem Emergency Wetlands Resources Act von 1986 im Jahr 1992 eingerichtetes Naturschutzgebiet zur Erhaltung der typischen Feuchtsavannen-Landschaft an der Küste des Golfs von Mexiko in den USA.
Das Gebiet befindet sich nahe Grand Bay, Alabama im Mobile County und im Jackson County zwischen Pascagoula (Mississippi) und Mobile (Alabama) und soll nach Fertigstellung mehr als 32.000 Acres, ungefähr 130 Quadratkilometer umfassen. Es ist Bestandteil des National-Wildlife-Refuge-Systems. Der verantwortliche Manager verwaltet auch das Mississippi Sandhill Crane National Wildlife Refuge und das Bon Secour National Wildlife Refuge. Der Zutritt ist limitiert, er erfolgt zumeist per Boot vom Mississippi aus.